# Milos-Mauereidechse
Die Milos-Mauereidechse (Podarcis milensis) zählt innerhalb der Familie der Echten Eidechsen (Lacertidae) zur Gattung der Mauereidechsen (Podarcis). Wissenschaftlich beschrieben wurde die Art im Jahre 1882 von dem russischen Herpetologen Jacques von Bedriaga.

## Merkmale
Die Milos-Mauereidechse erreicht eine Körperlänge von bis zu 20 Zentimeter. Der Körper ist sehr schlank gebaut und der flache Kopf setzt sich nur wenig vom Hals ab. Die Schuppen sind glatt. Im Erwachsenenstadium weist die Art einen deutlichen Geschlechtsdimorphismus auf. Bei den Weibchen bleibt die Jugendzeichnung mit hellen Längsstreifen auf dunklem Grund überwiegend erhalten. Dagegen verändert sich die Zeichnung bei erwachsenen männlichen Tieren vollständig. Auffallend ist ein kontrastreiches Fleckenmuster. Die Kehle und teilweise die Bauchseite sind intensiv schwarz gefärbt. Die Bauchseite ist unregelmäßig hell gefleckt. Leuchtend blaue Flecken befinden sich oft an den Achseln und am unteren Bereich der Flanken. 

## Lebensweise
Die Art ernährt sich überwiegend von Ameisen, Käfern und Insektenlarven. Podarcis milensis pflanzt sich durch Oviparie (eierlegend) fort. Nach der Paarung legt das Weibchen ein Gelege mit bis zu drei Eiern an.

## Systematik

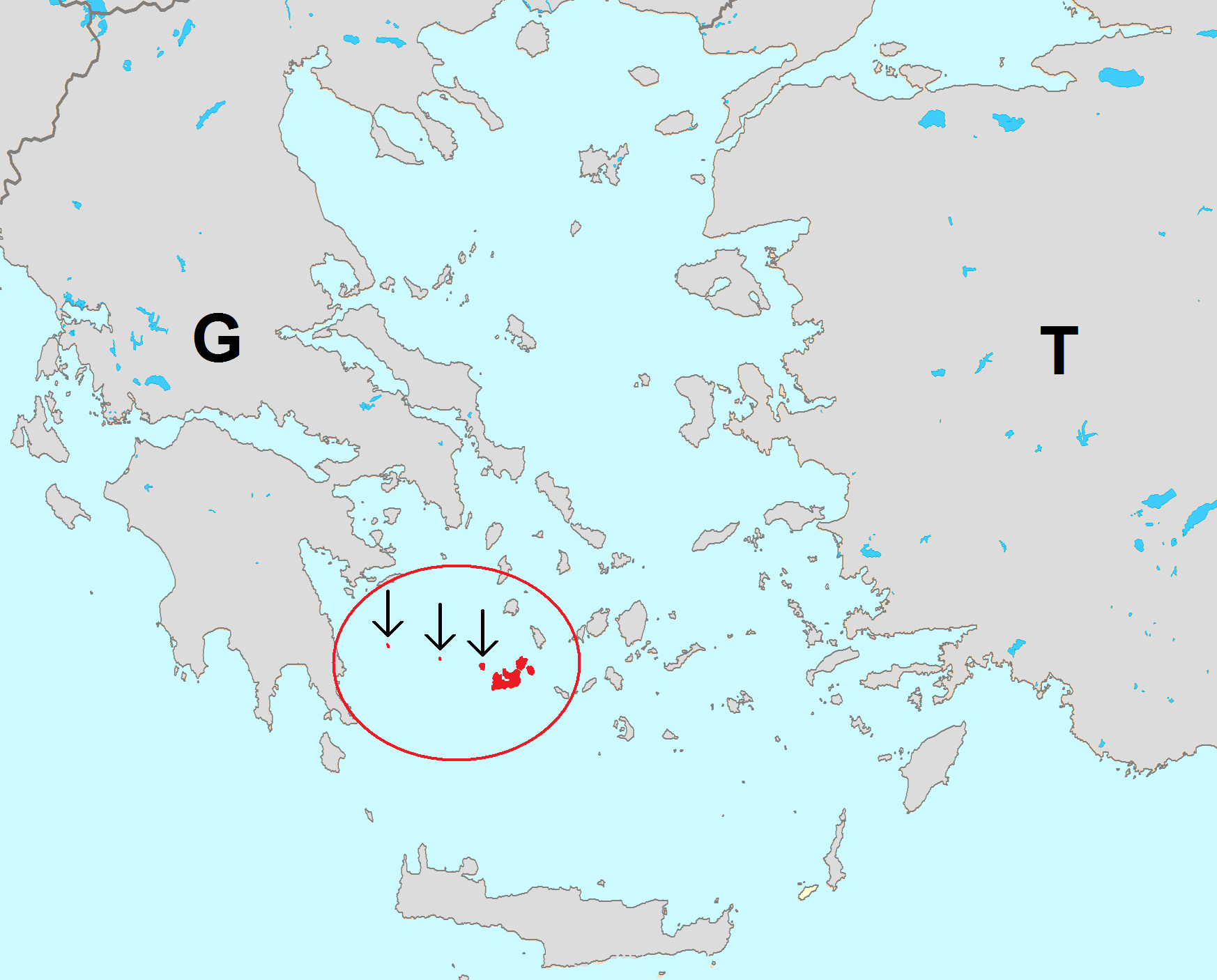
Verbreitungsgebiet

Die Art gehört in die Verwandtschaft der Taurischen-Eidechse (Podarcis taurica) und ist am nächsten mit der Skyros-Mauereidechse (Podarcis gaigeae) verwandt.
The Reptile Database verzeichnet derzeit drei Unterarten der Milos-Mauereidechse:
- Podarcis milensis adolfjordansi (Buchholz, 1962) auf der größten östlichen Insel der Ananes
- Podarcis milensis gerakuniae (Müller, 1938) auf Falkonera und Velopoula
- Podarcis milensis milensis (Bedriaga, 1882)

## Verbreitung
Das Verbreitungsgebiet der Milos-Mauereidechse ist relativ klein. Es beschränkt sich in der Ägäis auf die südwestlichen Kykladeninseln Milos, Andimilos, Kimolos, Polyegos, Agios Efstathios und die Ananes sowie im Myrtoischen Meer auf Falkonera und Velopoula. Alle Inseln sind vulkanischen Ursprungs. 

## Gefährdung und Schutz
Die Weltnaturschutzunion IUCN stuft den Bestand der Milos-Mauereidechse als gefährdet ein.